# Kenny Cunningham (calciatore 1985)
Kenny Cunningham (San José, 7 giugno 1985) è un ex calciatore costaricano, di ruolo attaccante.